# Chongqing
Chongqing (chinois simplifié : 重庆 ; chinois traditionnel : 重慶 ; pinyin : Chóngqìng ; Wade : Ch'ung2-ch'ing4 ; EFEO : Tch'ong-K'ing), surnommée la ville-montagne (山城, shānchéng), est une municipalité de la république populaire de Chine, créée en 1997 par détachement de la ville du même nom de la province du Sichuan.
La municipalité de Chongqing a une superficie de 82 401 km2 (c'est-à-dire comparable à la superficie de l'Autriche) et une population de plus de 32 millions d'habitants. L'agglomération de Chongqing a une population de près de 9 millions d'habitants.
La ville principale est ancienne, associée traditionnellement à l'État de Ba, dont elle serait devenue la capitale vers −675. Elle a également servi de refuge au gouvernement chinois pendant la guerre sino-japonaise après la prise de la capitale Nankin. Son rang de municipalité de niveau province lui a été conférée pour qu'elle devienne un pôle économique majeur de la Chine intérieure et pour gérer le relogement des personnes déplacées par la mise en eau du barrage des Trois-Gorges, dont le lac se trouve en aval. Dans les années 2000, la zone urbaine de Chongqing a été l'une des régions chinoises à la plus forte croissance démographique.

## Géographie

### Situation
Située à l'extrémité nord du plateau du Yunnan-Guizhou et à la limite orientale du bassin géologique du Sichuan, Chongqing est coupée par la rivière Jialing et le cours supérieur du fleuve Yangzi Jiang (nommé aussi autrefois le Yang-Tsé ou fleuve bleu). La cité se trouve à 269 km à l'est-sud-est de Chengdu et à 332 km au nord de Guiyang. À l'est de la ville proprement dite commence le réservoir du barrage des Trois Gorges. Les provinces voisines sont le Hubei (à l'est), le Hunan et le Guizhou (au sud), le Sichuan (à l'ouest) et le Shaanxi (au nord).

### Géologie
Bâtie au confluent du Yangzi et de l'un de ses principaux affluents, le Jialing, la ville-centre présente une topographie très particulière composée uniquement de collines escarpées, ce qui en fait la seule grande ville chinoise exempte de vélos, les pentes y étant trop raides. C'est également la seule ville où le franchissement des fleuves s'effectuait partiellement à l'aide de téléphériques. Depuis l'ouverture de Chongqing à l'international, en particulier depuis 1997, de nombreux ponts ont été construits pour compléter ce réseau. La province est bordée par les montagnes Daba dans le nord, les montagnes de Wu à l'est, les montagnes Wuling et les montagnes de Dalou dans le sud.

### Climat
Chongqing présente un climat subtropical humide à quatre saisons (Köppen Cfa), avec des influences de mousson qui caractérisent une grande partie de l'Asie orientale.
Chongqing est connue comme l'un des « trois fours » de la Chine (三大火炉) ; ses étés sont parmi les plus chauds et plus humides en Chine, avec des pics de 33 à 34 °C en août dans la zone urbaine. Les hivers sont courts et doux, mais humides et nuageux. La situation de la ville dans le bassin du Sichuan lui doit d'avoir l'un des plus bas totaux d'ensoleillement annuel de Chine.
Du fait de sa position sur le Yangzi et de son fort développement industriel, Chongqing est connue pour son brouillard et souffre d'une pollution de l'air lourde et chronique. Le brouillard est plus fréquent au printemps et pendant les journées d'hiver, ce qui a valu à cette ville le surnom de « capitale brouillard » (雾都).
Pendant la Seconde Guerre sino-japonaise, ces conditions météorologiques spéciales ont préservé la ville de l'invasion par l'Armée impériale japonaise. Cependant, le gouvernement municipal a tenté d'améliorer sa qualité de l'air ces dernières années. Le nombre de prétendus « jours de ciel bleu » (jours où la pollution est « seulement » légère) a été à la hausse,.
Les conditions sont plus fraîches dans les parties les plus orientales de la municipalité en raison de l'altitude plus élevée.
| Mois                              | jan. | fév. | mars | avril | mai  | juin | jui. | août | sep. | oct. | nov. | déc. | année |
| --------------------------------- | ---- | ---- | ---- | ----- | ---- | ---- | ---- | ---- | ---- | ---- | ---- | ---- | ----- |
| Température minimale moyenne (°C) | 5,6  | 6,9  | 10,9 | 15,1  | 19   | 21,5 | 24,5 | 24,5 | 20,4 | 16,2 | 11,5 | 7,2  | 15,3  |
| Température maximale moyenne (°C) | 9,5  | 11,6 | 16,8 | 22,2  | 25,9 | 28,1 | 32,2 | 32,8 | 26,5 | 21,3 | 15,7 | 10,9 | 21,1  |
| Précipitations (mm)               | 20   | 21   | 37   | 102   | 159  | 166  | 171  | 138  | 149  | 96   | 53   | 26   | 1 101 |

## Histoire
La ville est associée traditionnellement à l'État de Ba, dont elle serait devenue la capitale vers −675.
Les traités inégaux ouvrent Chongqing au commerce étranger à partir de 1891, une concession japonaise y est ouverte à partir de 1901.
Après le massacre perpétré à Nankin pendant la guerre sino-japonaise par l'armée impériale japonaise, Chongqing devint provisoirement la capitale de la république de Chine et siège du gouvernement du Guomindang. Elle détient le titre de la ville la plus bombardée de la guerre avec plus de 5 000 bombardements faits par l'aviation japonaise et ayant entraîné la mort de plusieurs dizaines de milliers de civils. Durant la guerre, 268 raids aériens furent effectués sur Chongqing par le Service aérien de l'Armée impériale japonaise. Plus de 3 000 tonnes de bombes furent larguées sur la ville entre 1939 et 1942.
En 1985, l'Homme de Wushan y fut découvert à Longgupo, sous la forme d'une mâchoire fossile datée d'il y a environ deux millions d'années. Mais il est maintenant admis qu'il s'agissait d'un primate non humain, et non d'un individu du genre Homo.
La municipalité autonome est de création récente : elle a été détachée de la province du Sichuan, alors la plus peuplée de toutes les provinces chinoises, en 1997. La principale cause de ce changement de statut est la gestion du lac du barrage des Trois-Gorges, et en particulier du déplacement et du relogement des personnes riveraines du fleuve.

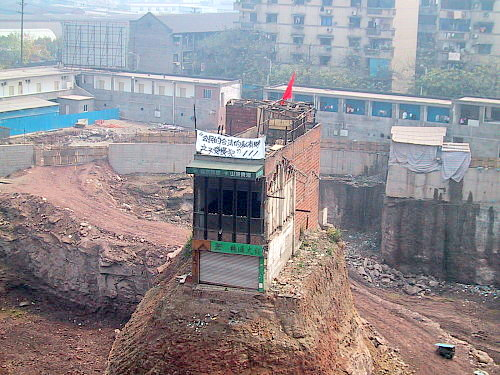
La maison clou de Chongqing

La municipalité dépend directement de la direction centrale du Parti communiste chinois. Elle est dirigée de décembre 2007 à mars 2012 par Bo Xilai (en tant que chef du parti communiste de la ville), qui est brusquement démis de ses fonctions à la suite d'un scandale mêlant accusations de corruption, écoutes téléphoniques illégales et meurtre. Lei Zhengfu, le secrétaire de parti du district de Beibei, dans la ville de Chongqing, est impliqué dans un scandale politico-sexuel.

## Politique et administration

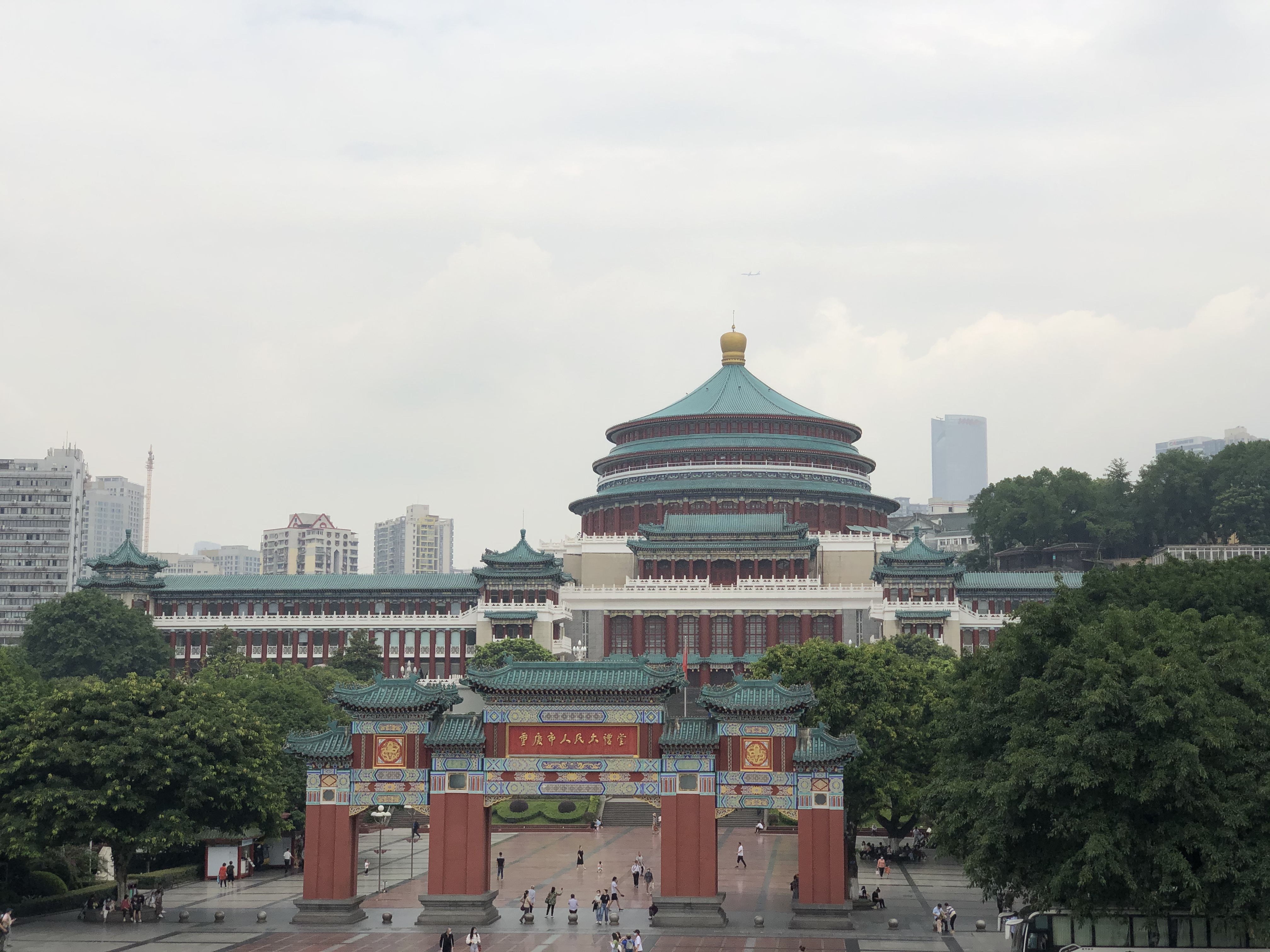
Palais de l'Assemblée du peuple de Chongqing

### Subdivisions administratives
La municipalité de Chongqing est constituée de quarante subdivisions de niveau district (trois d'entre elles abolies en 1997), se répartissant en dix-neuf districts, dix-sept xian et quatre xian autonomes.
| Nom        | Sinogrammes | Hanyu pinyin  | Association précédentea |
| ---------- | ----------- | ------------- | ----------------------- |
| Banan      | 巴南区      | Bānán Qū      | Chongqing               |
| Beibei     | 北碚区      | Běibèi Qū     | Chongqing               |
| Changshou  | 长寿区      | Chángshòu Qū  | Chongqing               |
| Dadukou    | 大渡口区    | Dàdùkǒu Qū    | Chongqing               |
| Fuling     | 涪陵区      | Fúlíng Qū     | Fuling                  |
| Hechuan    | 合川区      | Héchuān Qū    | Chongqing               |
| Jiangbei   | 江北区      | Jiāngběi Qū   | Chongqing               |
| Jiangjin   | 江津区      | Jiāngjīn Qū   | Chongqing               |
| Jiulongpo  | 九龙坡区    | Jiǔlóngpō Qū  | Chongqing               |
| Nan'an     | 南岸区      | Nán'àn Qū     | Chongqing               |
| Nanchuan   | 南川区      | Nánchuān Qū   | Fuling                  |
| Qianjiang  | 黔江区      | Qiánjiāng Qū  | Qianjiang               |
| Shapingba  | 沙坪坝区    | Shāpíngbà Qū  | Chongqing               |
| Shuangqiao | 双桥区      | Shuāngqiáo Qū | Chongqing               |
| Wansheng   | 万盛区      | Wànshèng Qū   | Chongqing               |
| Wanzhou    | 万州区      | Wànzhōu Qū    | Wanxian                 |
| Yubei      | 渝北区      | Yúběi Qū      | Chongqing               |
| Yongchuan  | 永川区      | Yǒngchuān Qū  | Chongqing               |
| Yuzhong    | 渝中区      | Yúzhōng Qū    | Chongqing               |

| Nom       | Sinogrammes | Hanyu pinyin   | Association précédentea |
| --------- | ----------- | -------------- | ----------------------- |
| Bishan    | 璧山县      | Bìshān Xiàn    | Chongqing               |
| Chengkou  | 城口县      | Chéngkǒu Xiàn  | Wanxian                 |
| Dazu      | 大足县      | Dàzú Xiàn      | Chongqing               |
| Dianjiang | 垫江县      | Diànjiāng Xiàn | Fuling                  |
| Fengdu    | 丰都县      | Fēngdū Xiàn    | Fuling                  |
| Fengjie   | 奉节县      | Fèngjié Xiàn   | Wanxian                 |
| Kai       | 开县        | Kāi Xiàn       | Wanxian                 |
| Liangping | 梁平县      | Liángpíng Xiàn | Wanxian                 |
| Qijiang   | 綦江县      | Qíjiāng Xiàn   | Chongqing               |
| Rongchang | 荣昌县      | Róngchāng Xiàn | Chongqing               |
| Tongliang | 铜梁县      | Tóngliáng Xiàn | Chongqing               |
| Tongnan   | 潼南县      | Tóngnán Xiàn   | Chongqing               |
| Wulong    | 武隆县      | Wǔlóng Xiàn    | Fuling                  |
| Wushan    | 巫山县      | Wūshān Xiàn    | Wanxian                 |
| Wuxi      | 巫溪县      | Wūxī Xiàn      | Wanxian                 |
| Yunyang   | 云阳县      | Yúnyáng Xiàn   | Wanxian                 |
| Zhong     | 忠县        | Zhōng Xiàn     | Wanxian                 |

| Nom                                     | Sinogrammes          | Hanyu pinyin                      | Association précédentea |
| --------------------------------------- | -------------------- | --------------------------------- | ----------------------- |
| Xian autonome miao et tujia de Pengshui | 彭水苗族土家族自治县 | Péngshuǐ miáozú tǔjiāzú Zìzhìxiàn | Qianjiang               |
| Xian autonome tujia de Shizhu           | 石柱土家族自治县     | Shízhù tǔjiāzú Zìzhìxiàn          | Qianjiang               |
| Xian autonome tujia et miao de Xiushan  | 秀山土家族苗族自治县 | Xiùshān tǔjiāzú miáozú Zìzhìxiàn  | Qianjiang               |
| Xian autonome tujia et miao de Youyang  | 酉阳土家族苗族自治县 | Yǒuyáng tǔjiāzú miáozú Zìzhìxiàn  | Qianjiang               |

a Indique le district avec lequel la subdivision a été associée avant la fusion de Chongqing, Fuling, Wanxian (désormais Wanzhou) et Qianjiang en 1997.

## Population et société

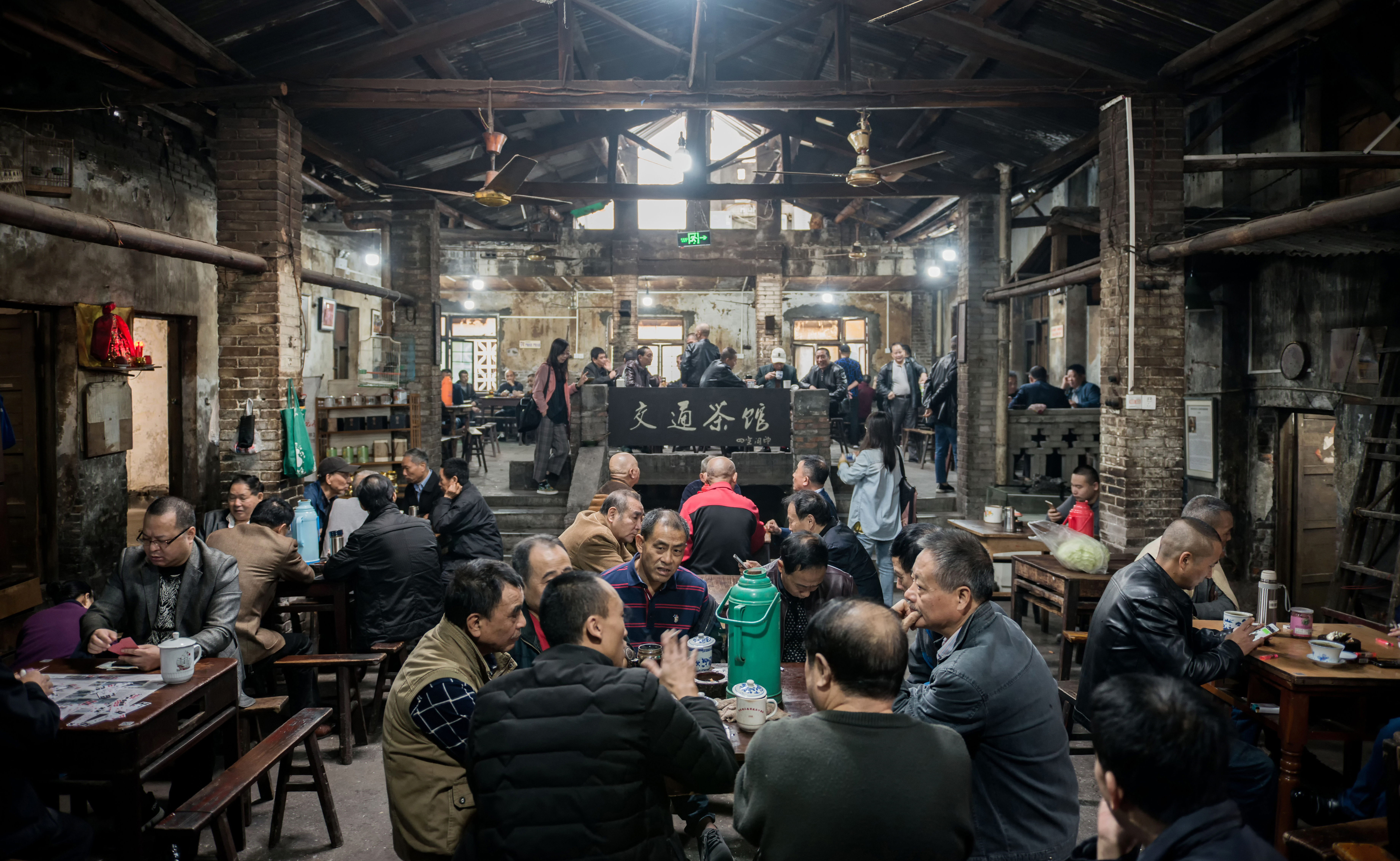
Vie tranquille dans un salon de thé à Chongqing. Pour seulement 10 yuans, on peut y passer sa journée. Octobre 2018.

### Démographie
Selon un article de juillet 2010 de l'agence officielle Xinhua, la municipalité a une population de 32,8 millions d'habitants, dont 23,3 millions d'agriculteurs (plus de 70 % de la population) , ce qui peut faire dire à certains qu'il s'agit de la « plus grande ville du monde ». Mais ces chiffres sont trompeurs, car la municipalité inclut une zone grande comme l'Autriche, bien plus vaste que la seule agglomération. Dans la révision 2014 de son rapport sur l'urbanisation mondiale, l'ONU estime la population de l’agglomération à 12,9 millions d'habitants et la place au 17e rang mondial. Si on compte les migrants non enregistrés provenant de la campagne, la population de la zone urbaine était estimée à 9,5 millions en 2010. Les migrants non enregistrés étaient estimés à 8,8 millions de personnes, dont environ 4,9 millions dans la zone urbaine, et 3,9 millions d'entre eux travaillant et vivant dans d'autres centres urbains de moindre importance dans les limites de la municipalité. En 2016, la population de l’agglomération est estimée à 8 millions d'habitants,.
L'annuaire statistique de 2005 énumère également 15,22 millions (49,82 %) d'hommes et 15,33 millions (50,18 %) de femmes. En ce qui concerne la répartition par âge en 2004, 20,88 % étaient âgés de 0-14 ans, 67,69 % étaient âgés de 15-64 ans, et 11,46 % avaient 65 ans et plus. Sur un total de 10,47 millions des ménages (2004), 1,36 million étaient composés d'une personne, 2,94 millions de deux personnes, 3,19 millions de trois personnes, 1,79 million de quatre personnes, 783 000 de cinq personnes, 270 000 de six personnes, 89 000 de sept personnes, 28 000 de huit personnes, 6 000 de neuf personnes et 10 000 ménages de dix personnes et plus.

### Enseignement
Pour un article plus général, voir Liste des universités en Chine.

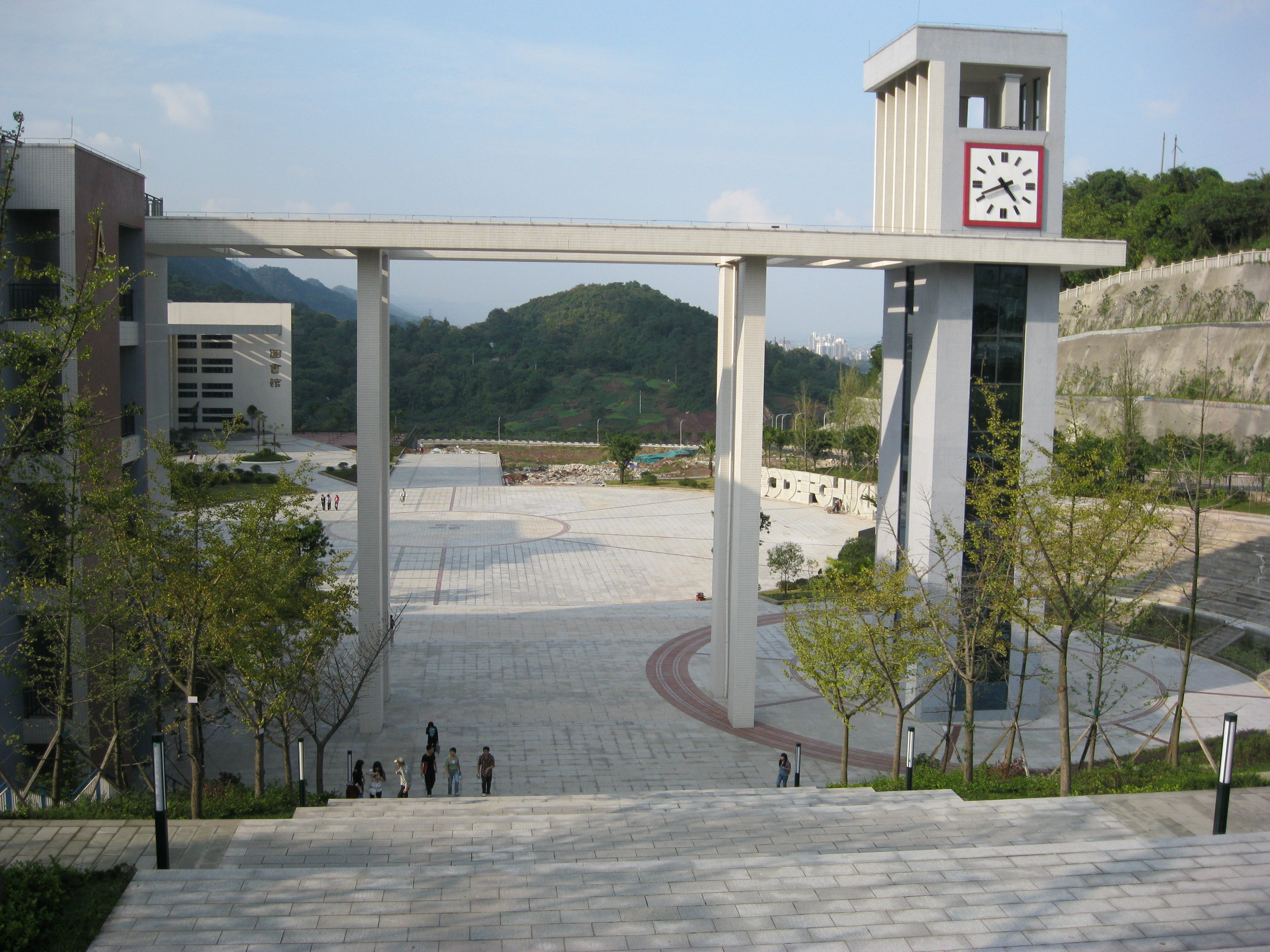
Bâtiments de cours de l'université des études internationales du Sichuan.

- Université des Études internationales du Sichuan , dans laquelle est située l'Alliance française de Chongqing
- Université de Chongqing
- Université du Sud-Ouest de Chine
- Université de Poste et de Télécommunication de Chongqing
- Université de Droit du Sud-Ouest de Chine
- Université Médicale de Chongqing
- Université Jiaotong de Chongqing
- Université de Technologie de Chongqing
- Université Normale de Chongqing
- Université de Commerce et de Technologie de Chongqing
- Université des Études internationales du Sichuan
- Institut des Beaux-Arts du Sichuan
- Université de Science et de Technologie de Chongqing
- Université Normale de Yantse
- Université de Science logistique de l'A.P.L
- Université de Télécommunication de l'A.P.L.
- Université Médicale No.3 de l'A.P.L
- Chongqing University of Arts and Science
- Chongqing Three Gorges University
- Chongqing Police College
- Chongqing University of Education
- Chongqing College of Humanities Science and Technology

### Sport
En football, la ville est représentée par le Chongqing Liangjiang Athletic en Super League.

## Économie

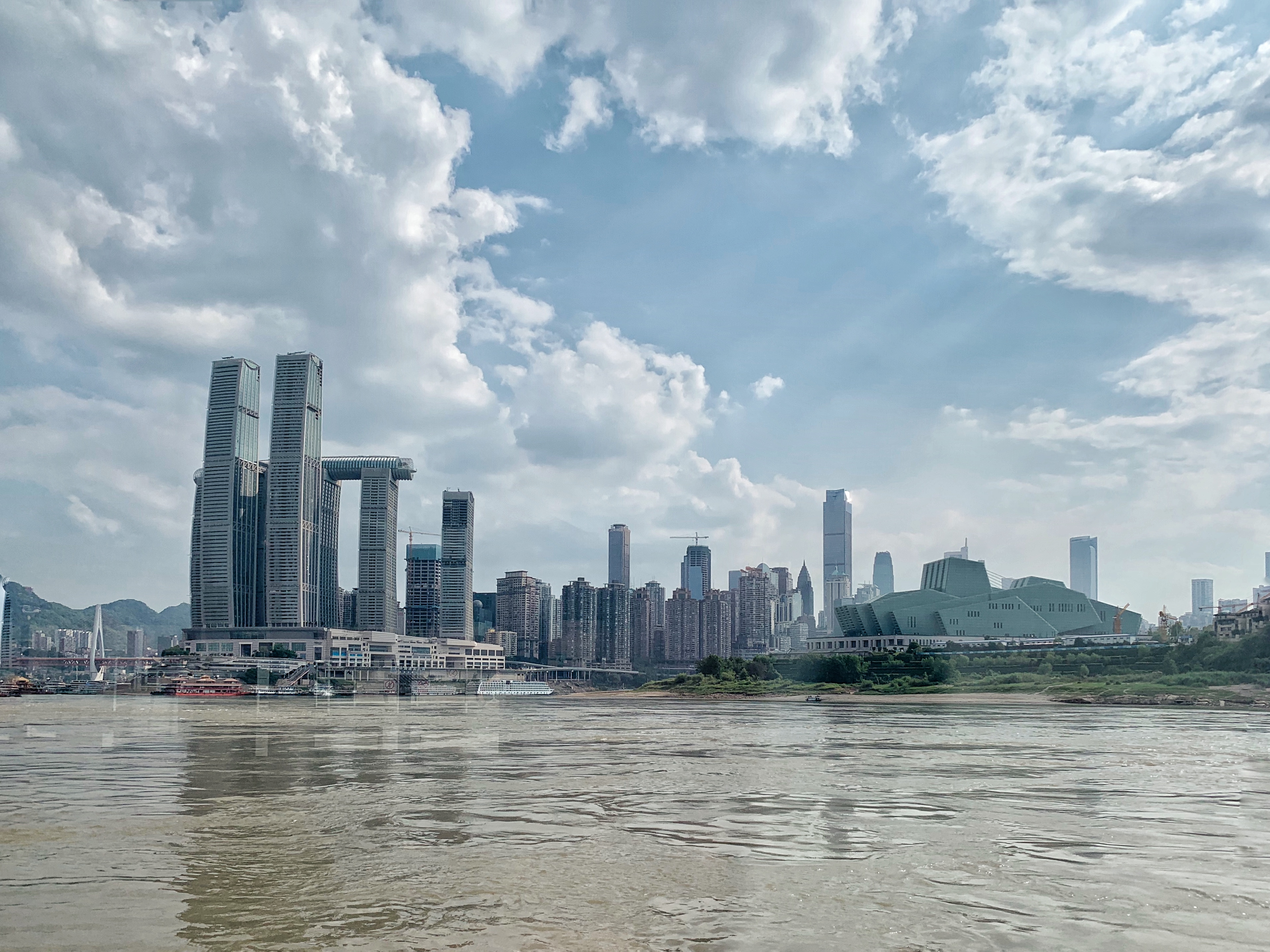
Nouvelle construction du complexe des gratte-ciels Raffles City Chongqing à Chaotianmen, à la forme de voiliers aux croisements des fleuves Yangzi Jiang et Jialing Jiang.

La municipalité est à la fois un grand port fluvial et un centre commercial, industriel et culturel très important de la Chine tout entière.
Aujourd’hui, Chongqing est l’une des villes qui croissent le plus vite au monde. Après avoir développé l’est du pays, le gouvernement chinois a décidé de donner un coup d’accélérateur aux provinces occidentales. Il crée ici, dans ce qui doit devenir le Chicago de la Chine, la porte vers l’Ouest. Le gouvernement a lancé en juin 2010 une zone économique spéciale de 1 200 km2. Baptisée Liangjiang (les deux fleuves), car située entre le Yangtze et la rivière Jialing, elle doit dynamiser les régions alentour, représentant un marché de 240 millions de personnes, loin devant le delta de la rivière des Perles. Dès 2010, les capacités d’accueil de l’aéroport auront été multipliées par cinq, les lignes de métro par six, huit ponts supplémentaires traverseront les deux voies navigables de la ville, de nouvelles zones industrielles auront été créées. Son aéroport contiendra trois terminaux et trois pistes dès 2015[Passage à actualiser].
Depuis la création de la nouvelle zone de Liangjiang, de nombreuses grandes sociétés internationales se sont récemment installées à Chongqing dont 54 sociétés du Top 500 mondial (ex. HP, Cisco, Siemens, Lafarge etc., 160 au total) ainsi que de grandes entreprises chinoises telles que Qingling Motors.
À partir de 2010, les industries de haute technologie deviennent le second pilier de l'économie locale, centré sur le Xiyong Micro-Electronics Industrial Park, dans le district de Shapingba, attirant des firmes telles que HP, IBM, China Mobile, NTT Data, Intel, CISCO, Acer, ASUS, Foxconn, Quanta et Inventec. En 2017, Chongqing a ainsi produit 61 millions d'ordinateurs portables, 258 millions de téléphones mobiles et 91 millions d'écrans LCD. Une partie de cette production est exportée par avion.
Chongqing s'est développé rapidement au cours des dix dernières années et se classe actuellement au huitième rang (31 provinces) du PIB par habitant. (en 2020)

## Culture et patrimoine

### Architecture et urbanisme
Le taux d'urbanisation de la municipalité de Chongqing atteint 62.6 % en 2016, soit un taux supérieur à la moyenne chinoise.

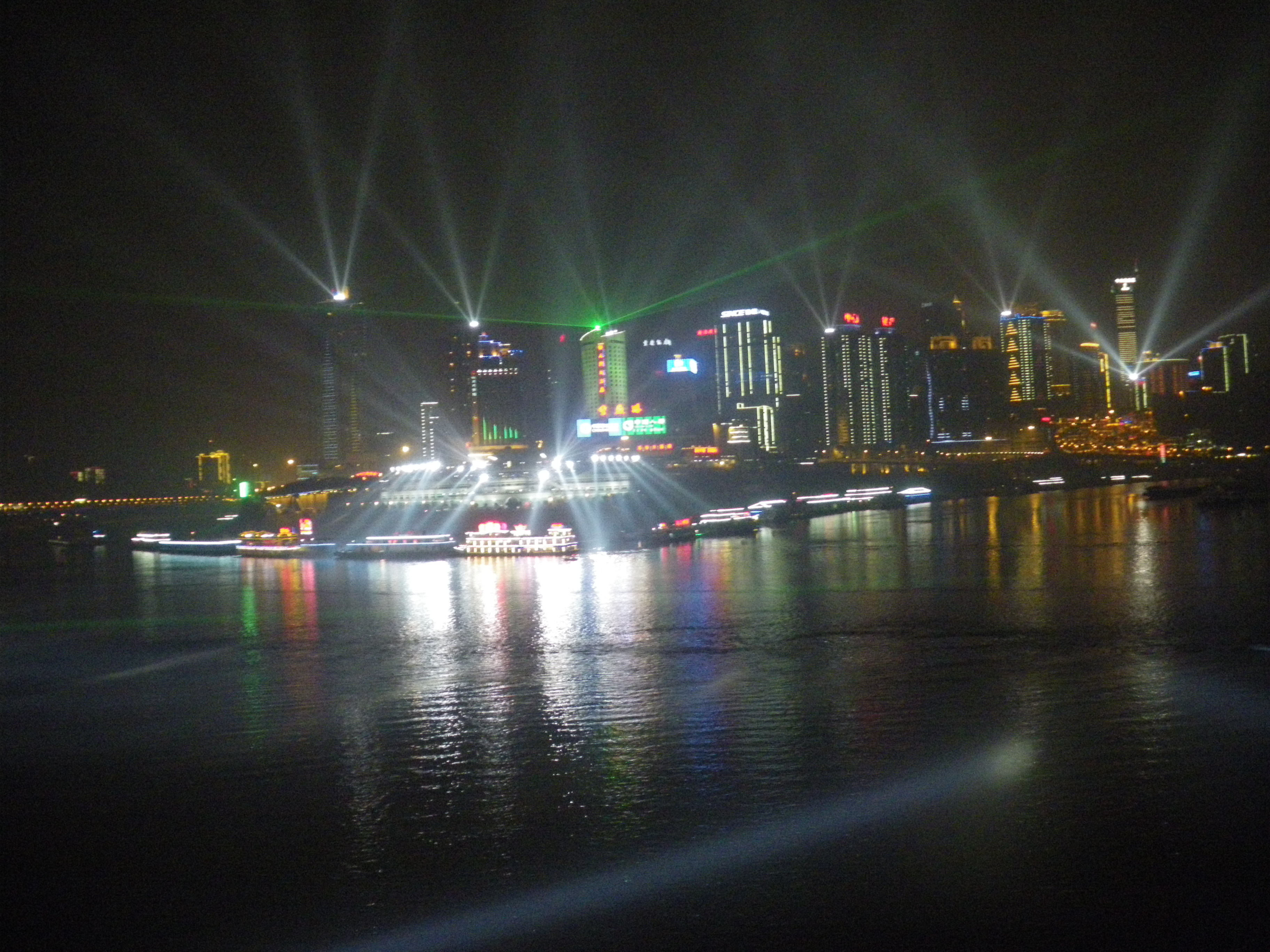
Vue de Chongqing de nuit.
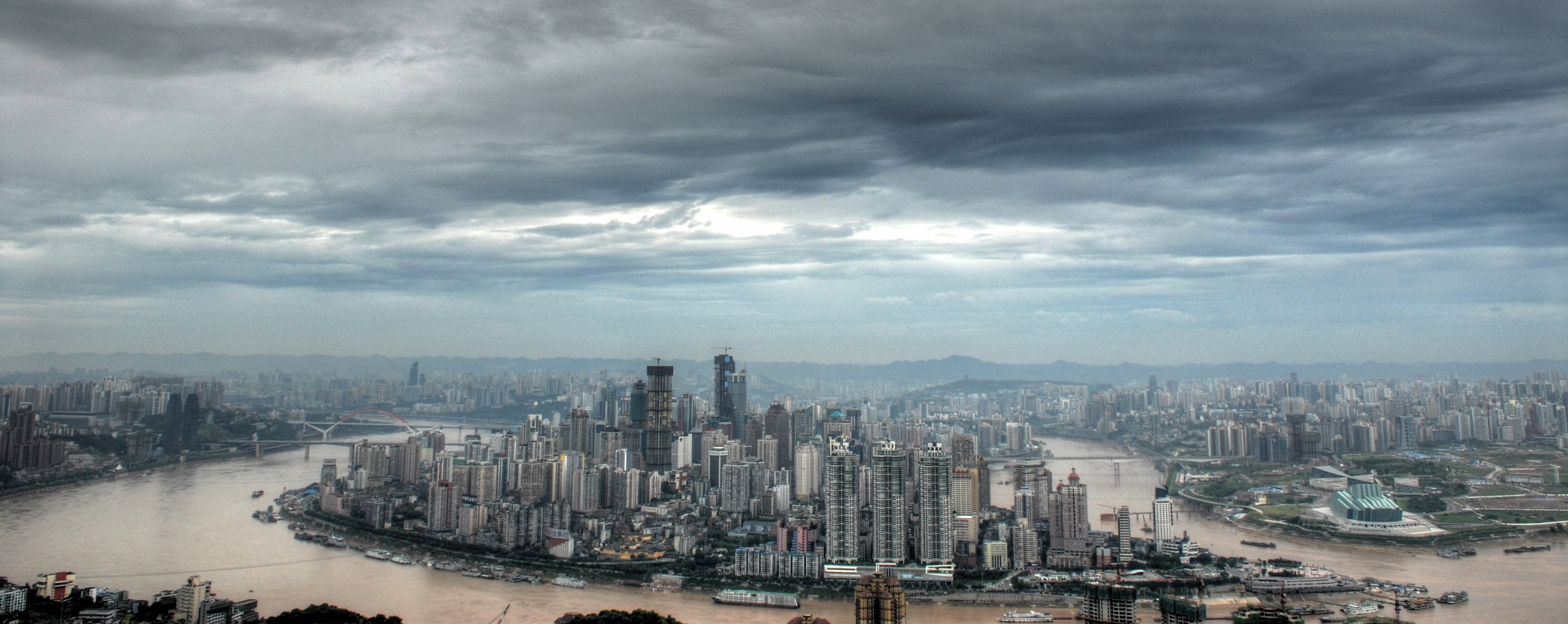
Chongqing, depuis les collines du sud en 2010.
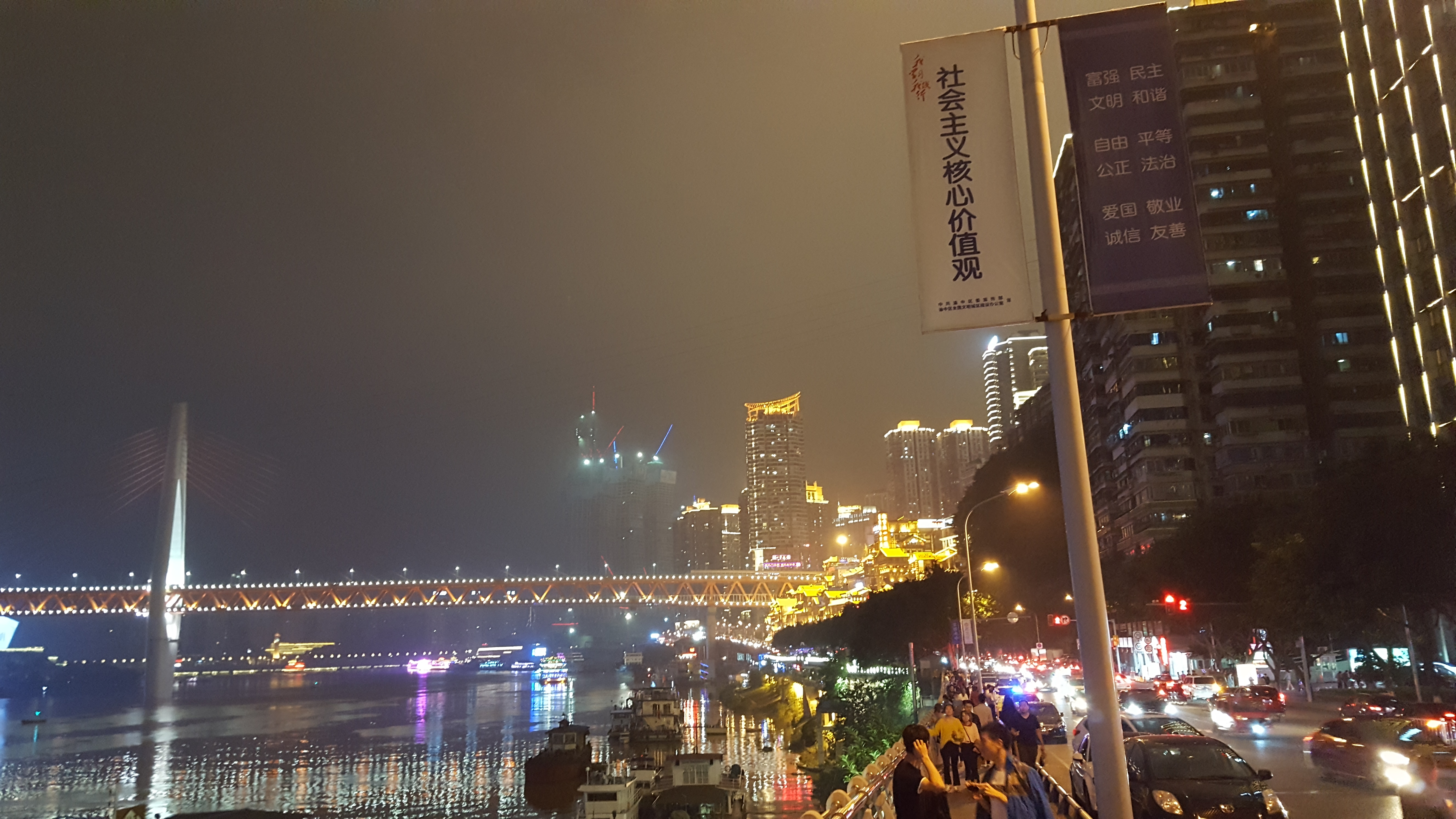
Vue sur le quartier de Hongyadong.
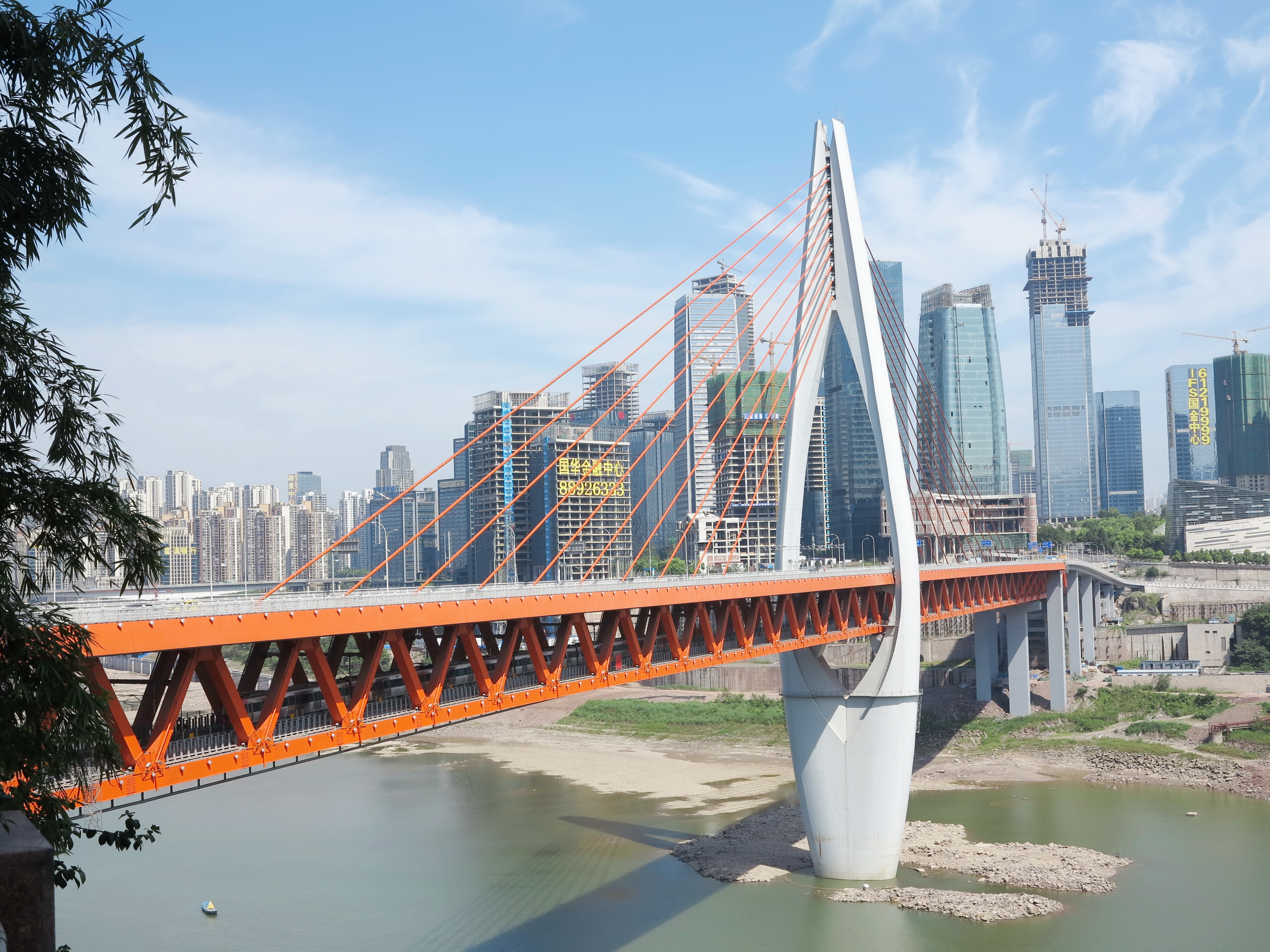
Vue sur Jiangbei.
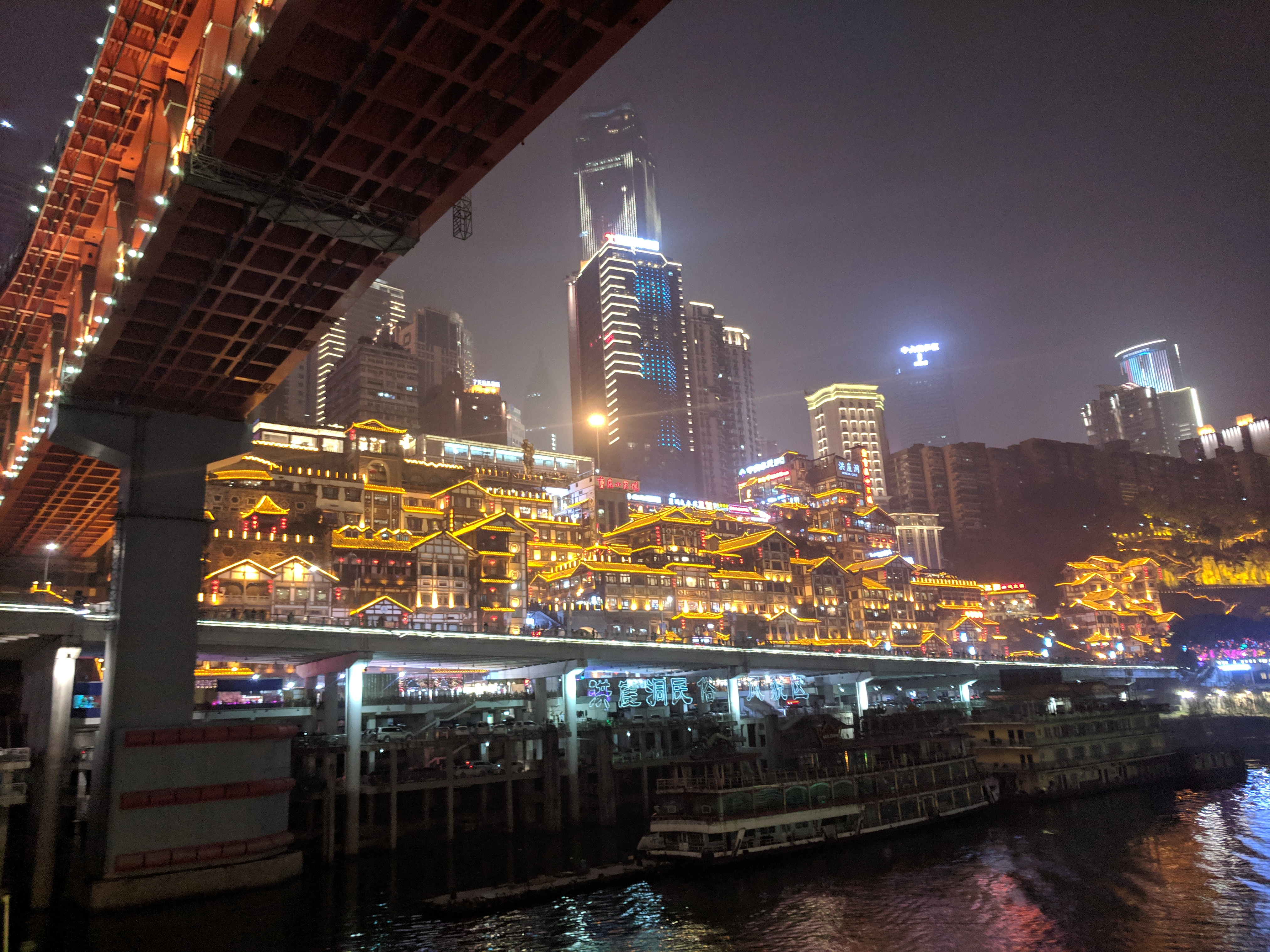
Vue de nuit de Hongyadong.
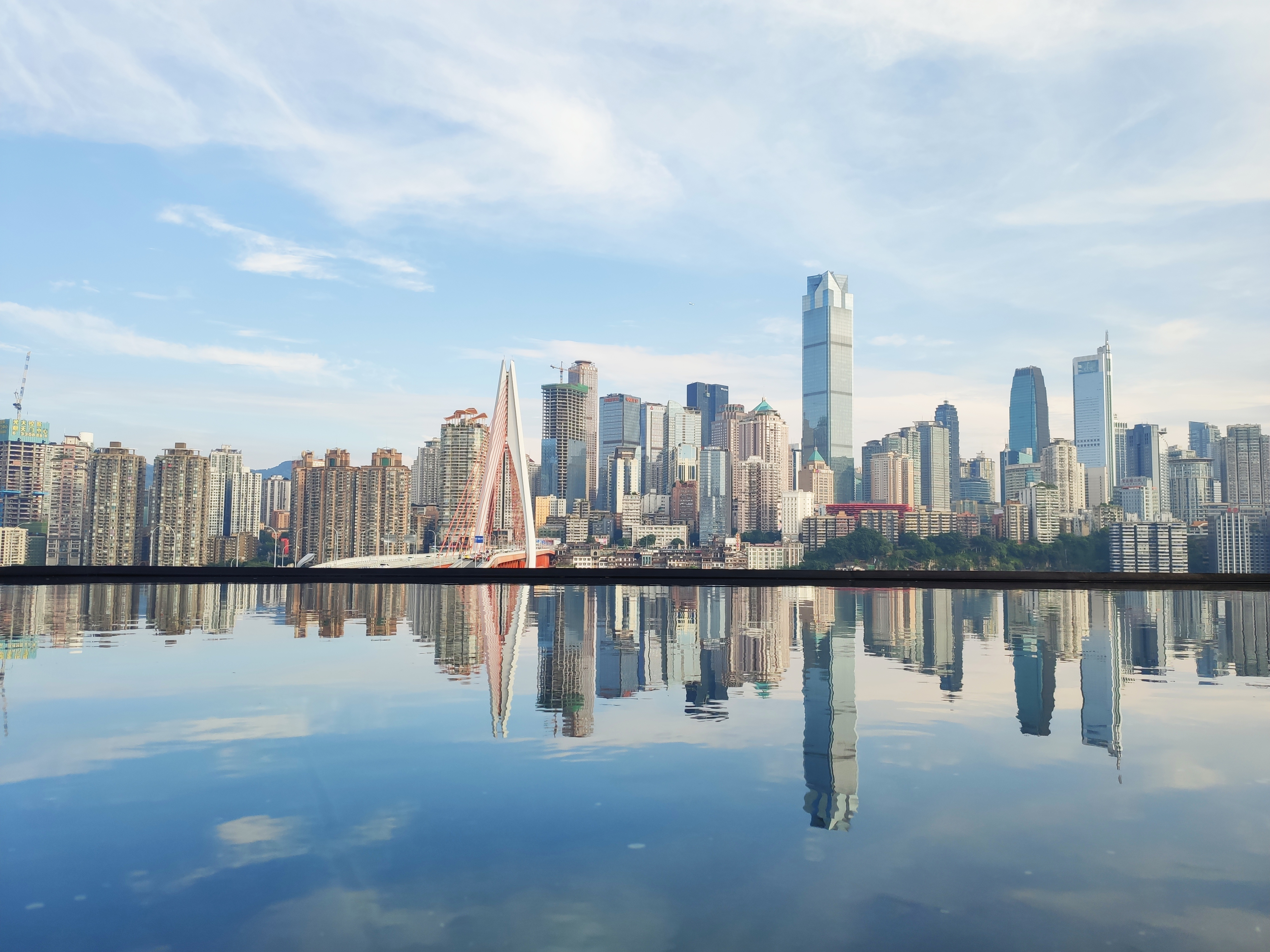
Vue sur Yuzhong.

Trente millions de mètres carrés de logements à loyers modérés doivent voir le jour d'ici à 2014, s'ajoutant aux quinze millions de mètres carrés de bureaux. Le mètre carré pour un loyer commercial y varie fin 2010 de 380 à 840 yuans, presque trois fois moins cher qu'à Canton.

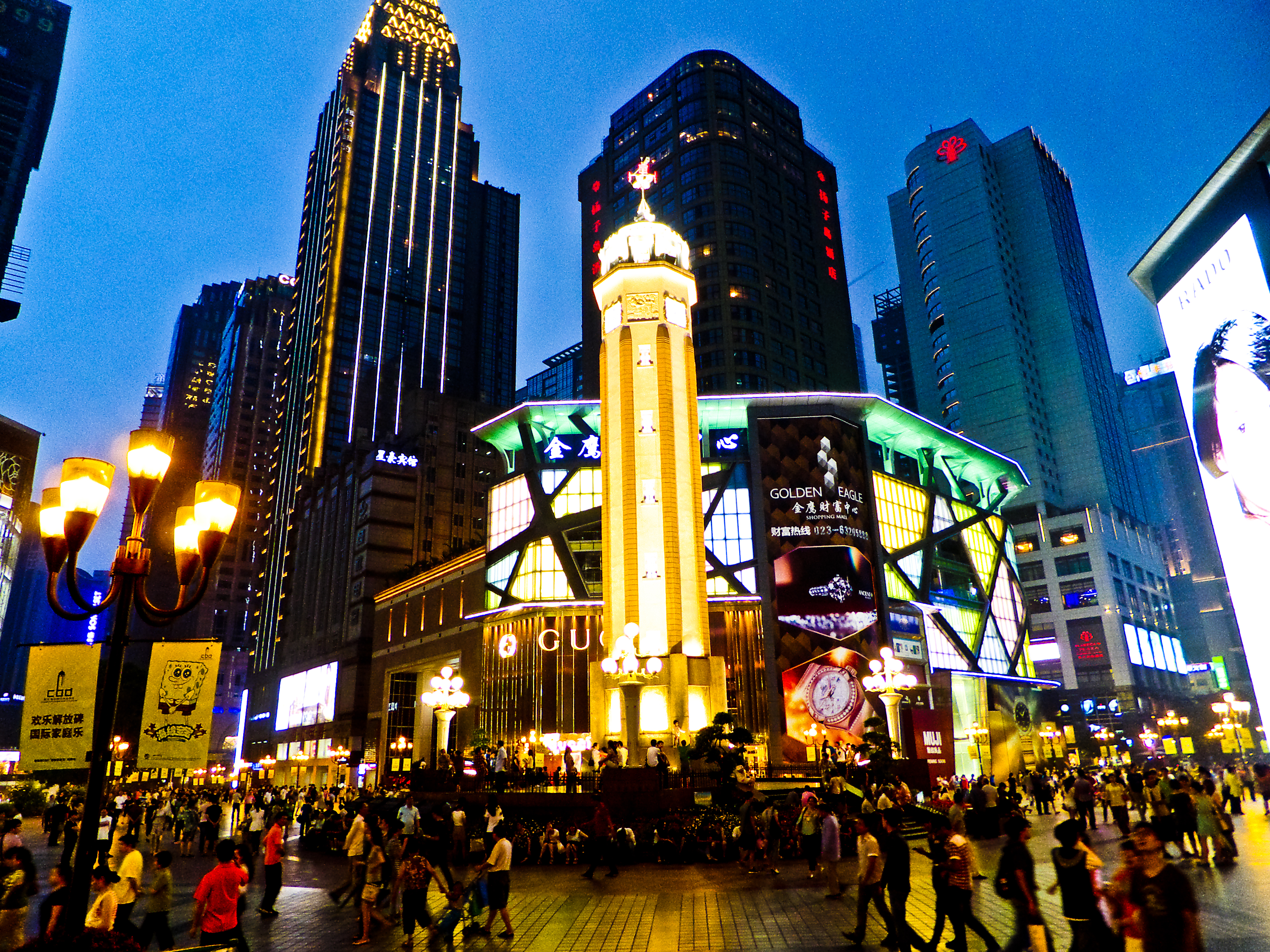
Quartier de Jiefangbei (monument de la Libération)

### Sites touristiques et monuments
Chongqing est le siège métropolitain de l'archidiocèse de Chongqing fondé en 1946, héritier de la mission des missionnaires français au XIXe siècle.

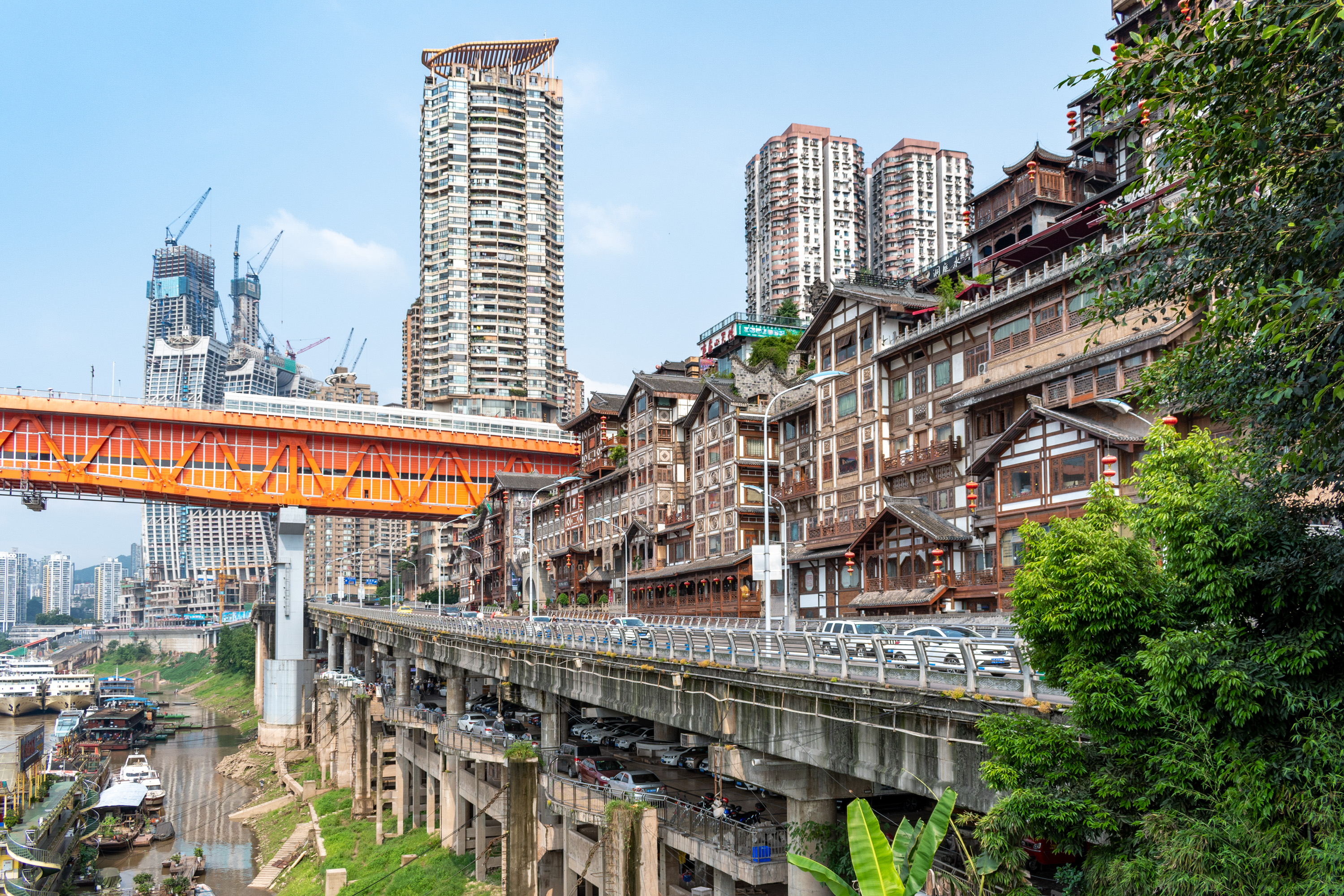
Quartier de la grotte Hongya, avec le complexe Raffles City Chongqing en arrière-plan

- Quartier de la grotte Hongya, avec le complexe Raffles City Chongqing en arrière-planPromenade en bateau à Chaotianmen au carrefour entre le Chang Jiang et le Jialing Jiang.
- Quartiers historiques au nord-ouest de la ville.
- Le complexe de la grotte Hongya dans le style architectural traditionnel
- Jiefangbei, centre-ville moderne
- Vieux quartier et son marché, sur le versant ouest du centre-ville.
- La ville étant très verticale en raison de son relief montagneux, un ascenseur de ville, fonctionnant sur le modèle d'un métro.
- Les sculptures rupestres bouddhistes de Dazu
- La ville fantôme de Fengdu du mont Mingshan (mont des Enfers)
- Huangjueping, quartier résidentielle réputé pour son street-art

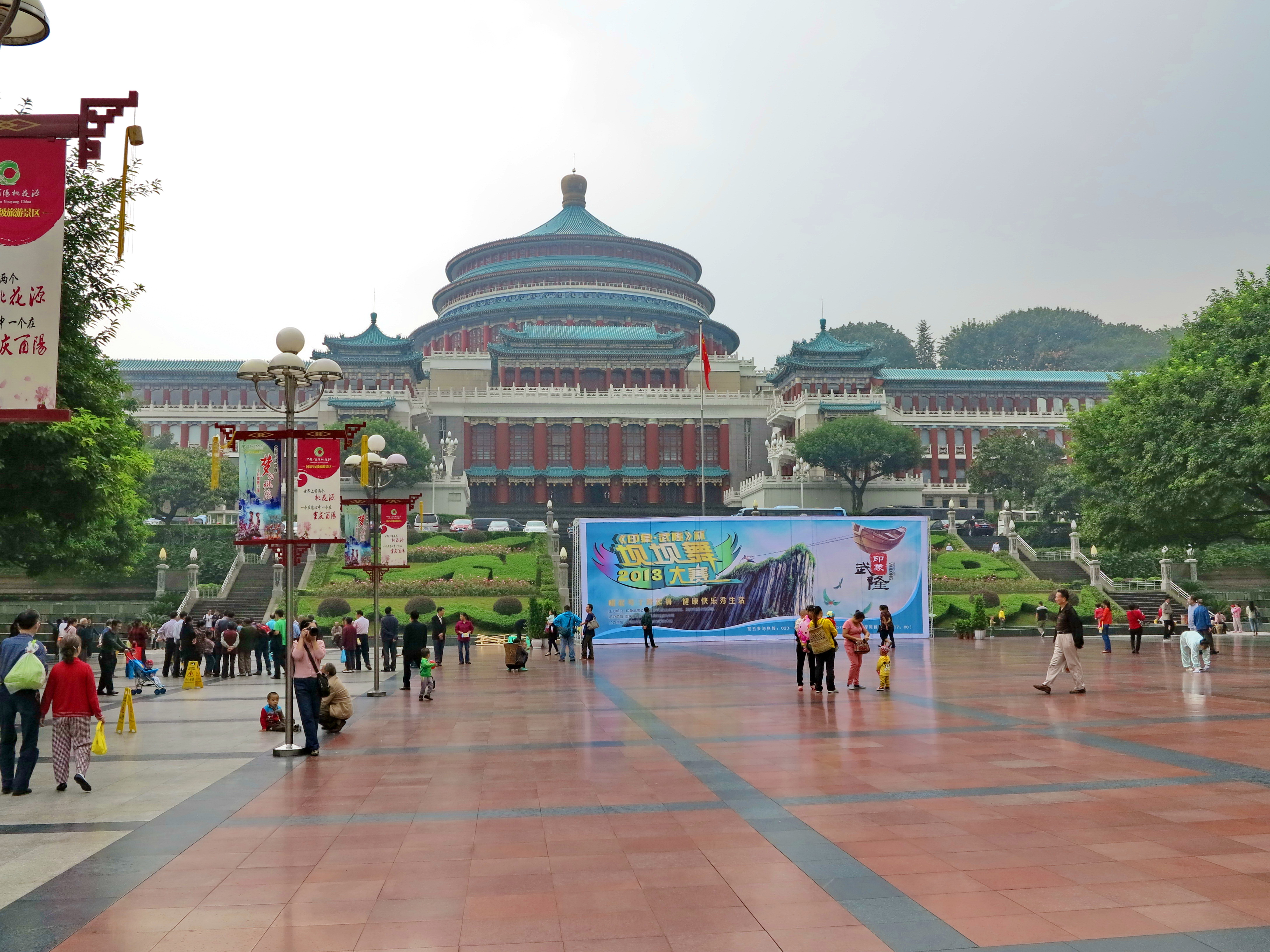
Palais de l'assemblée populaire de Chongqing

- Palais de l'assemblée populaire de ChongqingPalais de l'Assemblée du peuple de Chongqing
- Monument de la libération

### Musées
- Musée des Trois Gorges de Chine (中国重庆三峡博物馆)
- Musée des vestiges de la guerre de résistance (重庆抗战遗址博物馆)
- Musée d'histoire de Chongqing (重庆历史博物馆)
- Musée d'histoire naturelle de Chongqing (重庆自然博物馆)
- Musée d'art de la sculpture Dazu (大足石刻艺术博物馆)
- Musée combine de la rivière de la pêche et de la ville (合川钓鱼城博物馆)
- Musée de la résidence du vieux Chen (史迪威旧居陈列馆)
- Mémorial de la révolution Jiangyan (红岩革命纪念馆)
- Parc de la sépulture du martyre de Geyue shan (歌乐山烈士陵园)
- Musée de la médecine populaire/folklorique chinoise (中国民间医药博物馆)

### Spécialités culinaires
- Lieu d'origine de la fondue du Sichuan

### Zoo

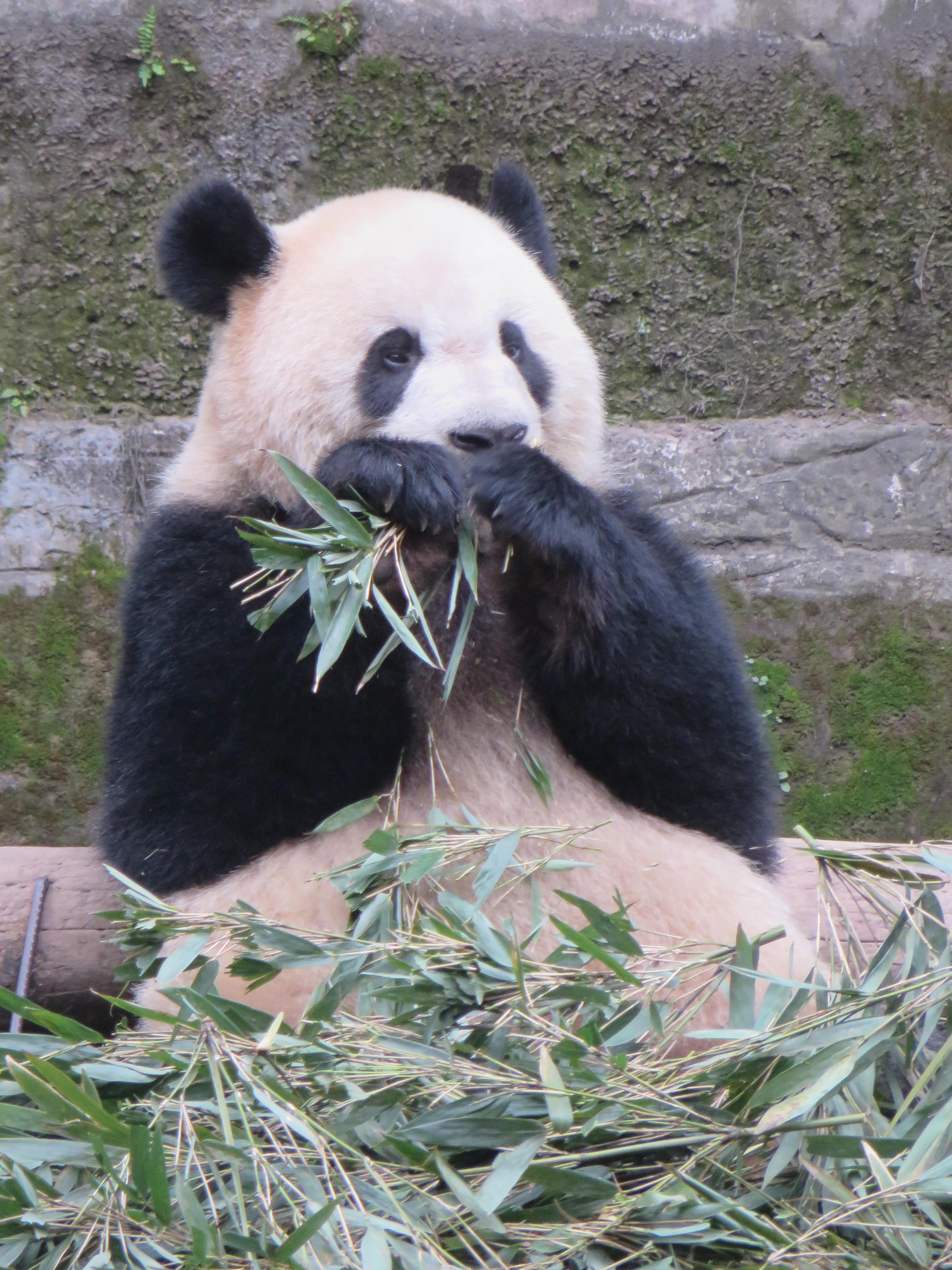
Panda du zoo de Chongqing

- Parc zoologique de 45 hectares situé à environ 8 km au sud-ouest du centre-ville

## Transports

### Transport fluvial
Chongqing est l'un des ports intérieurs les plus importants de Chine car il est le centre et la porte de l'Ouest de la Chine.
Son port est la destination finale de nombreux bateaux de croisière de luxe après leur voyage en aval le long du fleuve Yangzi Jiang et leurs escales à Yichang, Wuhan, Nankin, voire Shanghai. Mais dans un passé récent de nombreux ferries y abordaient également pour des besoins locaux, actuellement remplacés par d'autres moyens de transport. L'accès pour les grands cargos est désormais possible grâce à la construction du barrage des Trois Gorges qui a amélioré la navigabilité du fleuve et le transport en vrac de marchandises le long du Yangzi Jiang (charbon, minéraux bruts et marchandises conteneurisées), ce qui a entraîné la construction de plusieurs installations de manutention portuaire dans toute la ville.

### Transport aérien

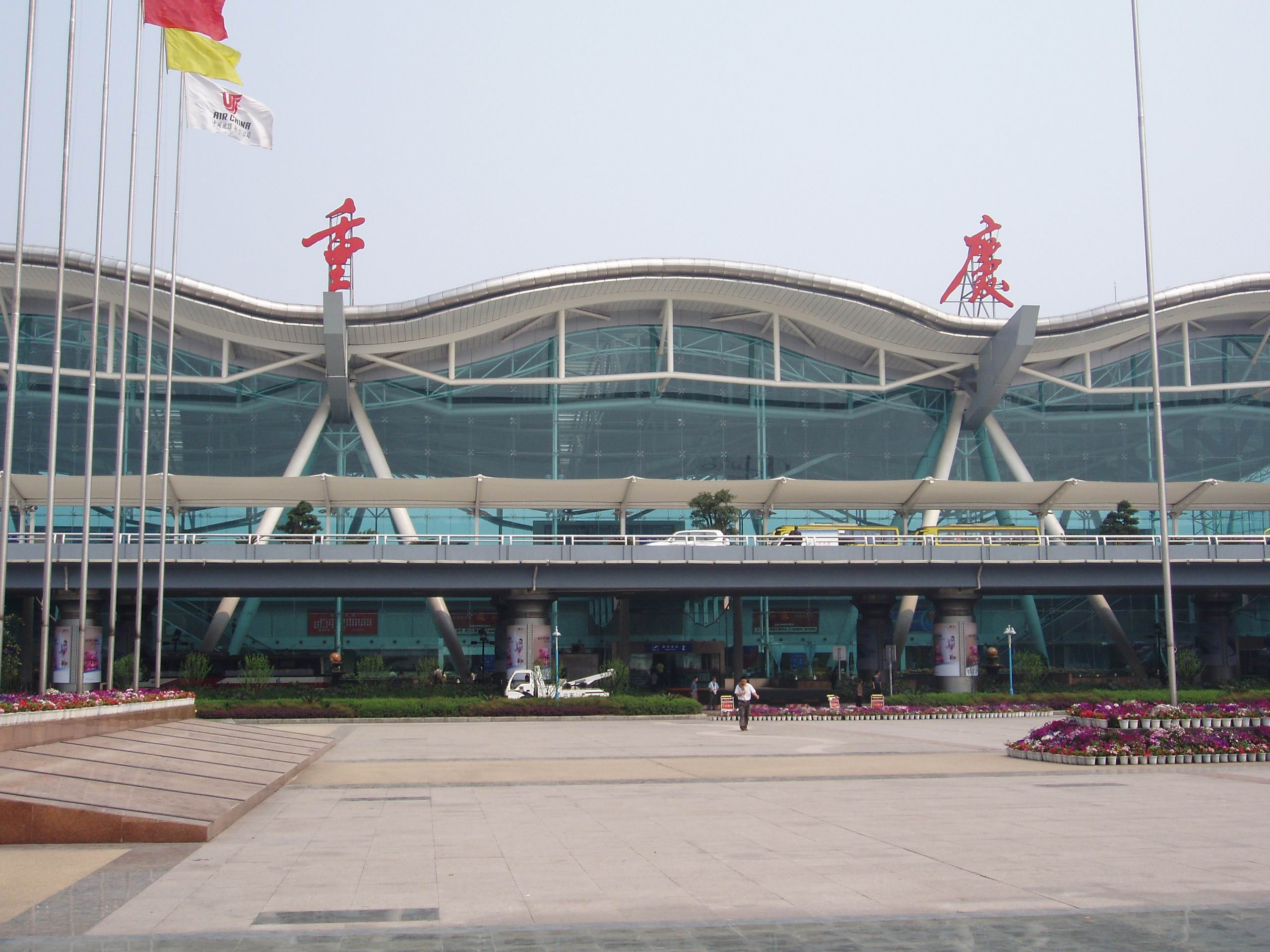
Aéroport international de Chongqing.

Il y a actuellement trois aéroports dans la municipalité de Chongqing :
- l'aéroport international de Chongqing-JIangbei, l'un des hubs aériens les plus importants du pays ;
- l'aéroport Wuqiao dans le district de Wanzhou ;
- l'aéroport Zhoubai dans le district de Qianjiang.

Deux nouveaux aéroports touristiques sont en projet.
La municipalité de Chongqing (sud-ouest) souhaite lancer une ligne aérienne de fret pour relier les États-Unis à l'Australie.

### Transport ferroviaire
C'est l'un des plus importants réseaux avec une dizaine de lignes principales.
Une liaison ferroviaire de 11 179 km de long pour le fret a été ouverte entre la ville chinoise de Chongqing et le port d'Anvers en Belgique.
Les principales gares de Chongqing sont la gare de Chongqing (重庆站, chóngqìng zhàn), la gare de Chongqing-Nord (重庆北站, chóngqìng běizhàn) et la gare de Chongqing-Ouest.

### Transport en commun

#### Métro

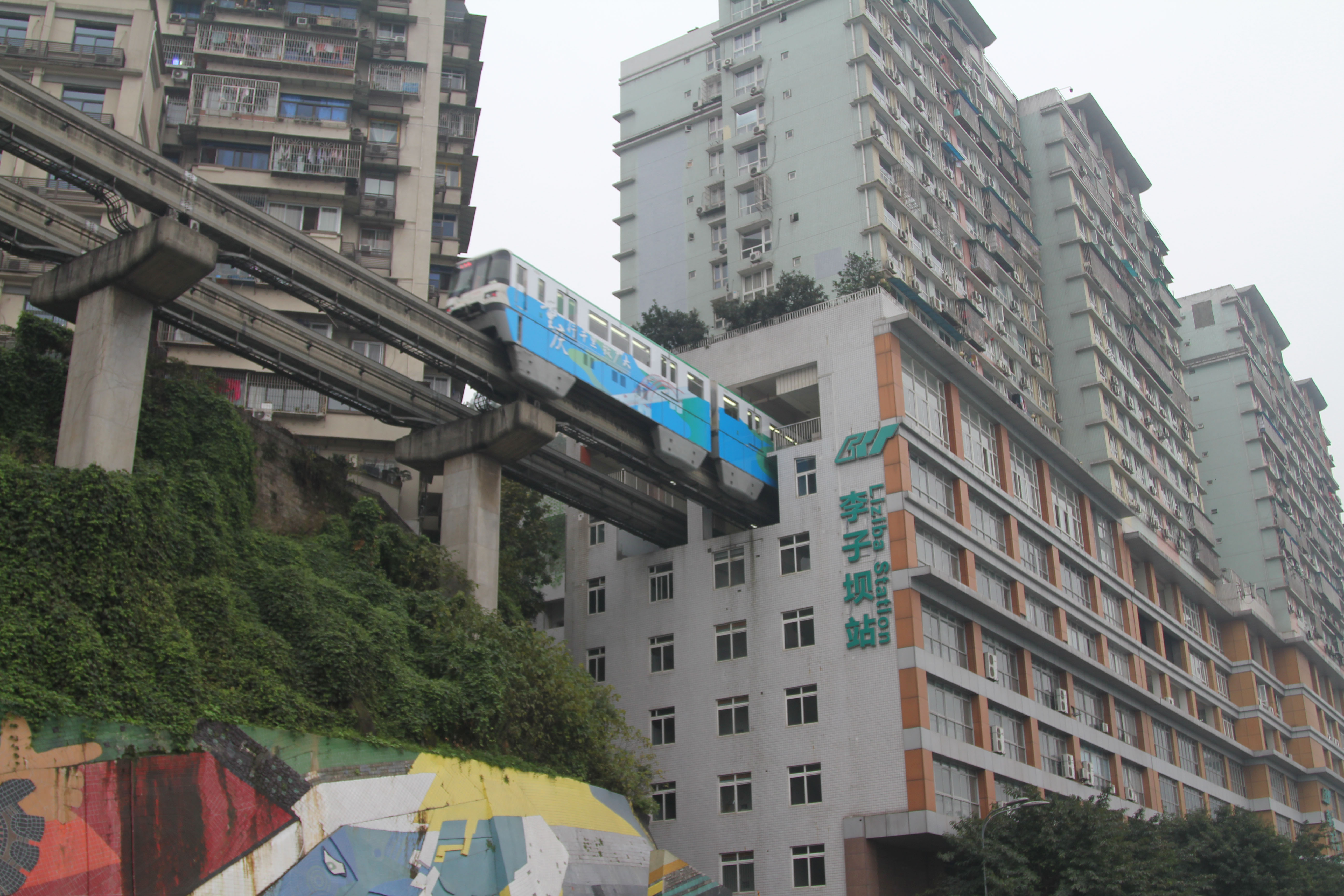
La station Liziba sur la ligne 2, située dans un immeuble.

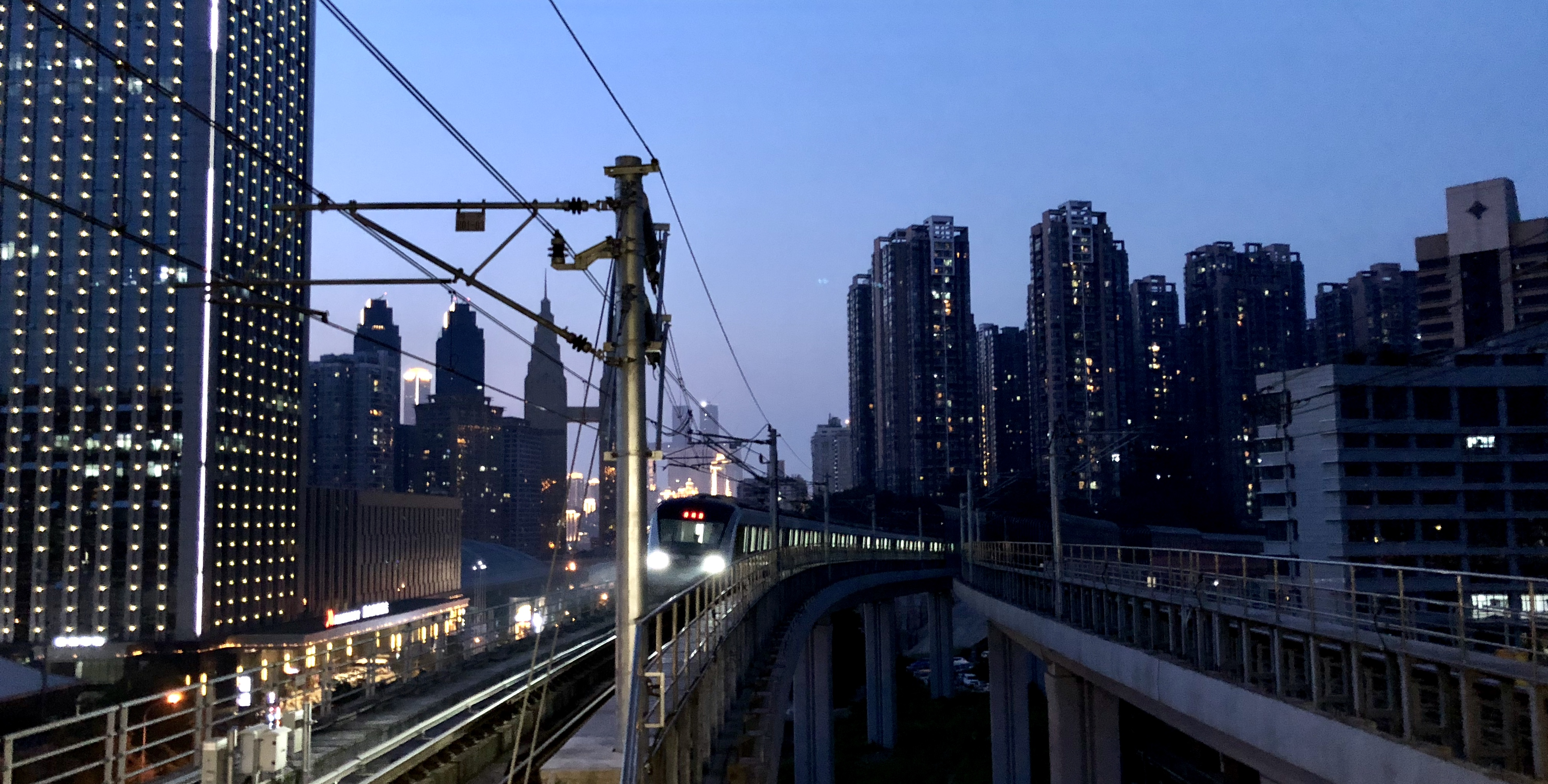
La ligne circulaire de Chongqing

Le métro de Chongqing dessert l'ensemble de l'agglomération, avec la particularité d'avoir deux lignes aériennes de technologie monorail dérivé du métro de Osaka au Japon. La ville étant située sur des reliefs montagneux, ces lignes monorails faufilent entre les montagnes et les grandes tours.

#### Bus
Un très grand réseau de bus développé relie les différentes parties de la ville, divisée entre fleuves et montagnes.

#### Taxi

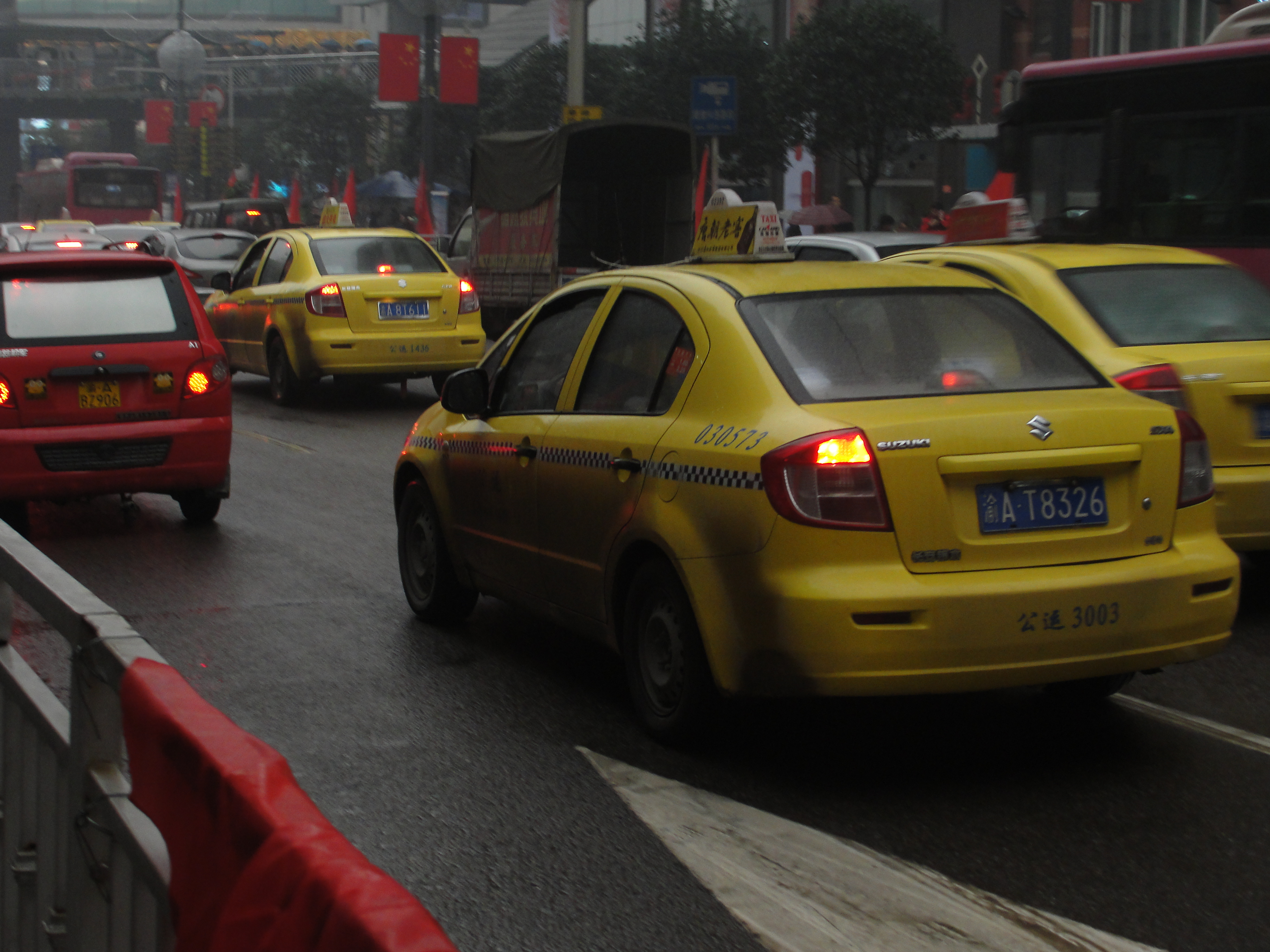
Taxi jaune Suzuki de Chongqing.

En 2016, le tarif d'une course y est de 10 yuans pour les 3 premiers kilomètres, puis 2 yuan par kilomètre supplémentaire. Les taxis de Chongqing ont la particularité d'être de livrée jaune unique, rappelant les taxis de New York.

### Infrastructures de transport

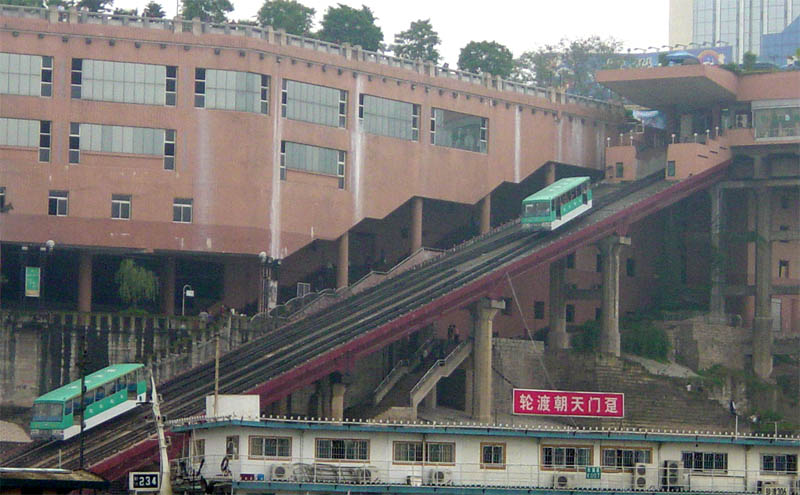
Funiculaire à Chongqing.
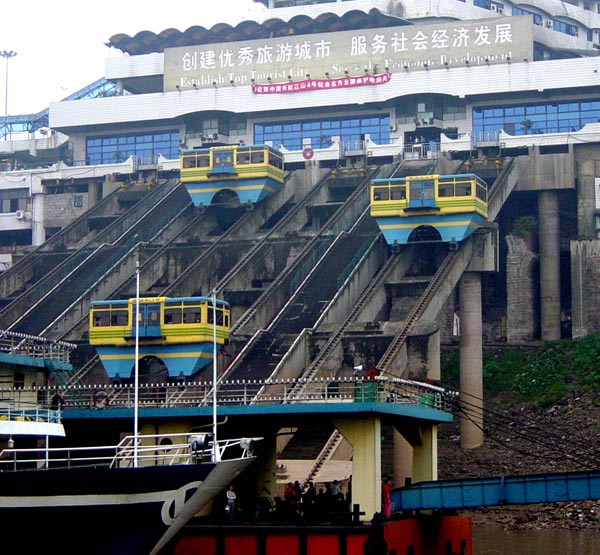
Funiculaire à Chongqing.
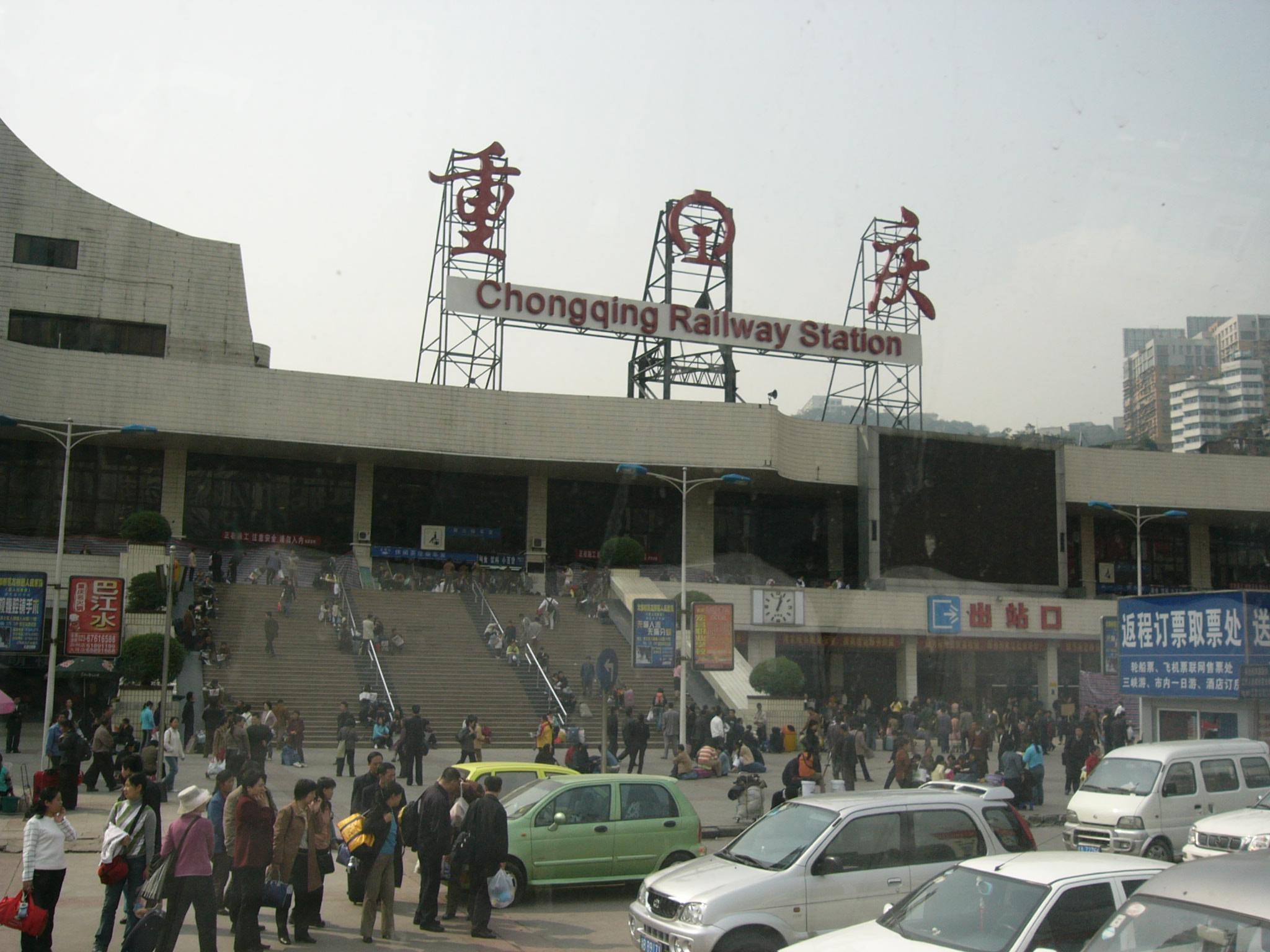
Gare de Chongqing.
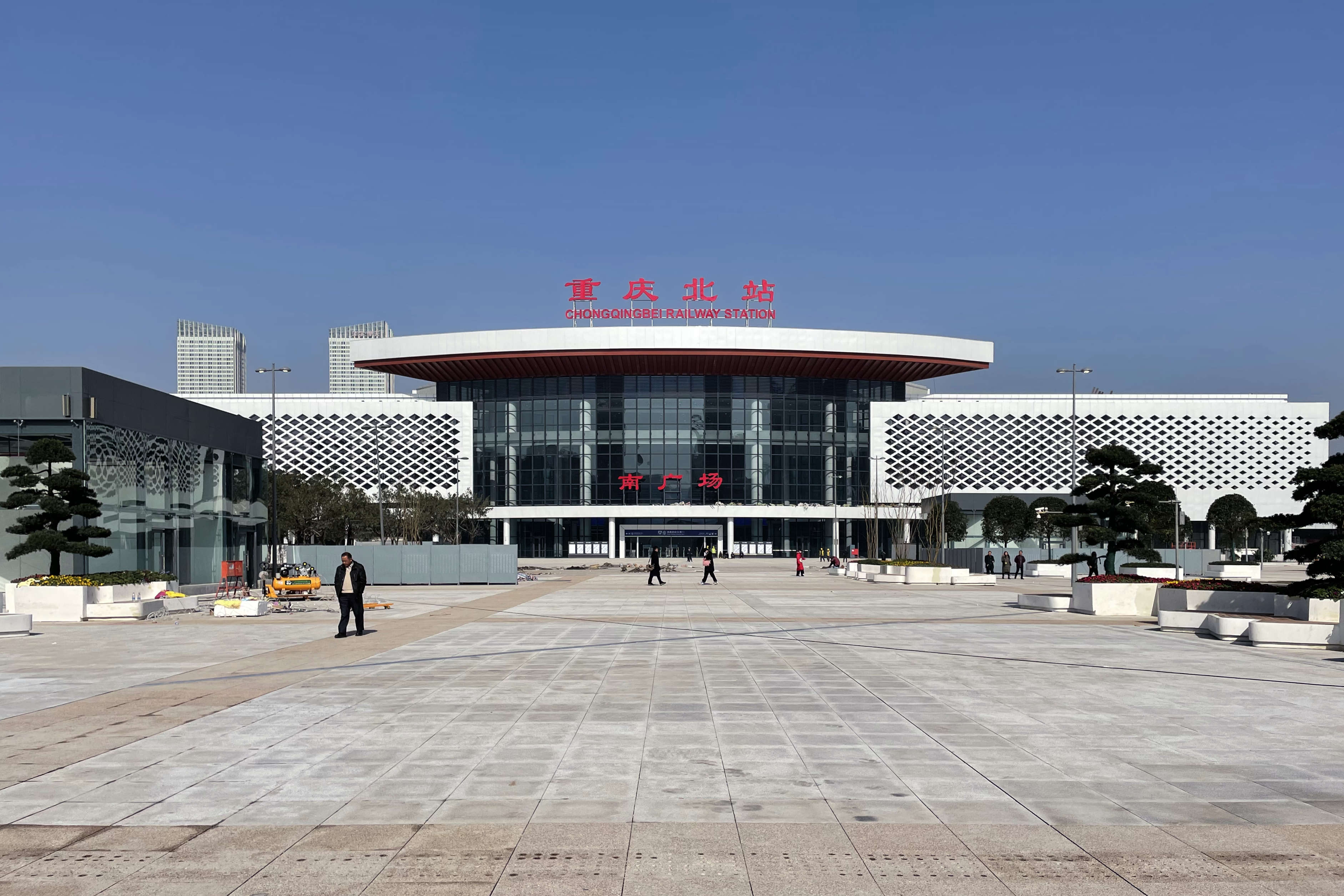
Gare de Chongqing-Nord

## Jumelages
- Seattle (États-Unis)
- Toronto (Canada)
- Edmonton (Canada)
- Waterloo (Canada)
- Leicester (Royaume-Uni)
- Pays de Galles (Royaume-Uni)
- Toulouse (France)
- Düsseldorf (Allemagne)
- Comté de Sør-Trøndelag (Norvège)
- Province de Córdoba (Argentine)
- Hiroshima (Japon)
- Mito (Japon)
- Incheon (Corée du Sud)
- Pusan (Corée du Sud)
- Province de Chiang Mai (Thaïlande)
- Province de Siem Reap (Cambodge)
- Chiraz (Iran)
- Oblast de Zaporijia (Ukraine)
- Brisbane (Australie)
- Queensland (Australie)
- Vladimir (Russie)
- Voronej (Russie)
- Saint-Pétersbourg (Russie)
- Gouvernorat d'Assouan (Égypte)
- Mpumalanga (Afrique du Sud)
- Gaborone (Botswana)
- Lagos (Nigeria)
- Mombasa (Kenya)
- Province de Pinar del Río (Cuba)
- Bissau (Guinée-Bissau)

## Personnalités nées à Chongqing
- Lucien Bodard (1914-1998), journaliste et romancier français ; son père était consul à Shanghai
- Xi Mu Rong (1943-), artiste chinoise
- Zhong Biao (1968-), peintre chinois
- Liu Hu (1975-), journaliste chinois
- Hongyan Pi (1979-), joueuse de badminton
- Li Yundi (1982-), pianiste chinois
- Chen Yifa (1984-), chanteuse chinoise.
- Yang Lei (1984-), chanteuse chinoise.
- Roy Wang (2000-), chanteur, acteur et animateur
- Tony Yike Yang, pianiste canadien
- Xiao Zhan (1991-), acteur et chanteur membre du groupe Xnine
- Xia Li (1988-), catcheuse professionnelle à la WWE

### Filmographie
- Chongqing Blues de Wang Xiaoshuai, 2010 (présentation sur Youtube)
- Derniers jours à Shibati, documentaire d'Hendrick Dusollier, France, 2017 Hendrick Dusollier a effectué plusieurs voyages à Chongqing, où il a filmé sur un an les étapes de la démolition du « dernier quartier historique », Shibati, et le relogement des habitants, ponctué de leurs témoignages.
Voir critique sur Libération par Julien Gester (27 novembre 2018).